# Hunter's Moon
Hunter's Moon je kompilační album nizozemské symfonicmetalové hudební skupiny Delain. Vydání proběhlo 22. února 2019 prostřednictvím společnosti Napalm Records. Kompilace se skládá ze čtyř nově nahraných studiových skladeb a ze záznamu vystoupení ve městě Utrecht v rámci turné Danse Macabre 2017. Koncertů tohoto turné se jako speciální host zúčastnil Marco Hiatela.

## Seznam skladeb
1. Masters of Destiny
2. Hunter's Moon
3. This Silence Is Mine
4. Art Kills

Koncertní část
1. Hands Of Gold (feat. George Oosthoek)
2. Danse Macabre
3. Scarlet
4. Your Body Is a Battleground (feat. Marco Hietala)
5. Nothing Left (feat. Marco Hietala)
6. Control the Storm (feat. Marco Hietala)
7. Sing to Me (feat. Marco Hietala)
8. Not Enough
9. Scandal (feat. Marco Hietala)
10. The Gathering (feat. Marco Hietala)

## Obsazení
- Charlotte Wessels – zpěv
- Martijn Westerholt – klávesy
- Ruben Israel – bicí
- Otto Schimmelpenninck van der Oije – baskytara
- Timo Somers – kytara
- Merel Bechtold – kytara

Hosté
- Marco Hietala – zpěv
- George Oosthoek – zpěv